# Santa Cruz do Escalvado
Santa Cruz do Escalvado é um município brasileiro no estado de Minas Gerais, Região Sudeste do país. Localiza-se na Zona da Mata Mineira e ocupa uma área de 258,726 km², sendo que 1 km² está em perímetro urbano. Sua população foi estimada em 4 693 habitantes em 2021.
O município é banhado pelo rio Doce.